# Henry Pacholski

Henry Pacholski, 1978

Henry Pacholski (* 6. Januar 1949 in Zeitz; † 15. November 1978 bei Kalisz in Polen) war ein deutscher Rocksänger, Textdichter und Mitglied der populären DDR-Artrockband Lift.

## Leben
Obwohl Pacholskis Vater Harry Pacholski (1929–2004) Musiker war, erlernte er selbst zunächst den Beruf des Rinderzüchters und begann später ein Studium der Veterinärmedizin. Nebenbei nahm er schon frühzeitig Gesangsunterricht und wirkte während seiner dreijährigen Wehrdienstzeit bei der NVA bei der Amateurband Hugo & Co. aus Halle mit. Wolfgang Scheffler, der Keyboarder der Gruppe Lift, absolvierte zur selben Zeit seinen Wehrdienst; Pacholski war sein Vorgesetzter. Anfang 1976, nach seiner Entlassung aus der Armee, kehrte Scheffler unter der Bedingung zu Lift zurück, dass auch Pacholski in die Band aufgenommen würde. Er ersetzte Stephan Trepte, der wiederum zur neugegründeten Band Reform wechselte. Aufgrund seiner äußerst kraftvollen, souligen Stimme galt Pacholski sofort als einer der bedeutendsten Rocksänger der DDR, blieb aber dennoch bodenständig. In einem Porträt der Gruppe Lift, das 1978 im DDR-Fernsehen gesendet wurde, hieß es – in Anspielung auf seinen ursprünglich erlernten Beruf – scherzhaft, Pacholski komme „an keiner Kuh vorbei“.
Mit Lift nahm Pacholski 1976 die erste Amiga-LP der Band mit dem Titel Lift auf. 1978 war er auch maßgeblich zusammen mit Luise Mirsch an der Produktion der zweiten LP Meeresfahrt beteiligt. Auf diesem Album sang er unter anderem die Hits Nach Süden und Tagesreise. Sehr eindrucksvoll kommt seine Stimme auch in dem Song Scherbenglas zum Ausdruck, der von einem Streichquartett begleitet wird. Die Platte erschien erst 1979, nach dem Tode Pacholskis.
Pacholski schrieb auch mehrere Texte für Lift, die von Wolfgang Scheffler und Michael Heubach vertont wurden. Auf der LP Meeresfahrt sind alle Texte mit Ausnahme des älteren Stückes Tagesreise von ihm. Am bekanntesten wurde Nach Süden mit den Zeilen: „Hinter dem Hügel wuchsen mir Flügel, um vor dem Winter abzuhaun.“ Der Song wurde von manchen als Hinweis auf eine Flucht aus der DDR verstanden, jedoch von der Zensur nicht verboten.
1978 wurde Pacholski zusammen mit Gerhard Zachar, dem Chef von Lift, mit dem Kunstpreis der DDR ausgezeichnet.

## Tod
Am 10. November 1978 unternahm Lift eine kleine Tournee durch Polen, auf der Pacholski als Geste an die Gastgeber mehrere Titel in polnischer Sprache sang. Von einem dieser Konzerte existiert ein Mitschnitt, der seinerzeit vom Jugendsender DT64 gesendet wurde. Das letzte Konzert fand am 15. November in Rzeszów statt. Ursprünglich sollten die Musiker danach in einem Hotel übernachten, entschieden sich aber dafür, gleich nach Berlin zurückzufahren. Dabei kam es bei Kalisz zu einem schweren Unfall, bei dem der gerade 29-jährige Künstler tödlich verunglückte – zusammen mit dem Bandleader Gerhard Zachar. Michael Heubach, der am Steuer saß, wurde schwer verletzt. Der Wartburg, in dem die Musiker saßen, war in einer Linkskurve mit einem Lastwagen zusammengestoßen. Lift verarbeitete das traumatische Ereignis in der Ballade Am Abend mancher Tage mit einem Text von Joachim Krause. Veronika Fischer veröffentlichte zum Tod der Musikerkollegen den Titel Niemals mehr.
Das Grab Henry Pacholskis befindet sich in Gera.

## Songtexte (Auswahl)
- Früh am Morgen – 1976, Musik: Michael Heubach
- Ballade vom Stein – 1976, Musik: Michael Heubach
- Wir fahrn übers Meer – 1978, Musik: Wolfgang Scheffler
- Nach Süden – 1978, Musik: Wolfgang Scheffler
- Sommernacht – 1978, Musik: Wolfgang Scheffler
- Scherbenglas – 1978, Musik: Wolfgang Scheffler
- Meeresfahrt – 1978, Musik: Wolfgang Scheffler